# Dendrobeania flustroides
Dendrobeania flustroides är en mossdjursart. Dendrobeania flustroides ingår i släktet Dendrobeania och familjen Bugulidae. Inga underarter finns listade i Catalogue of Life.